# Motor fueraborda

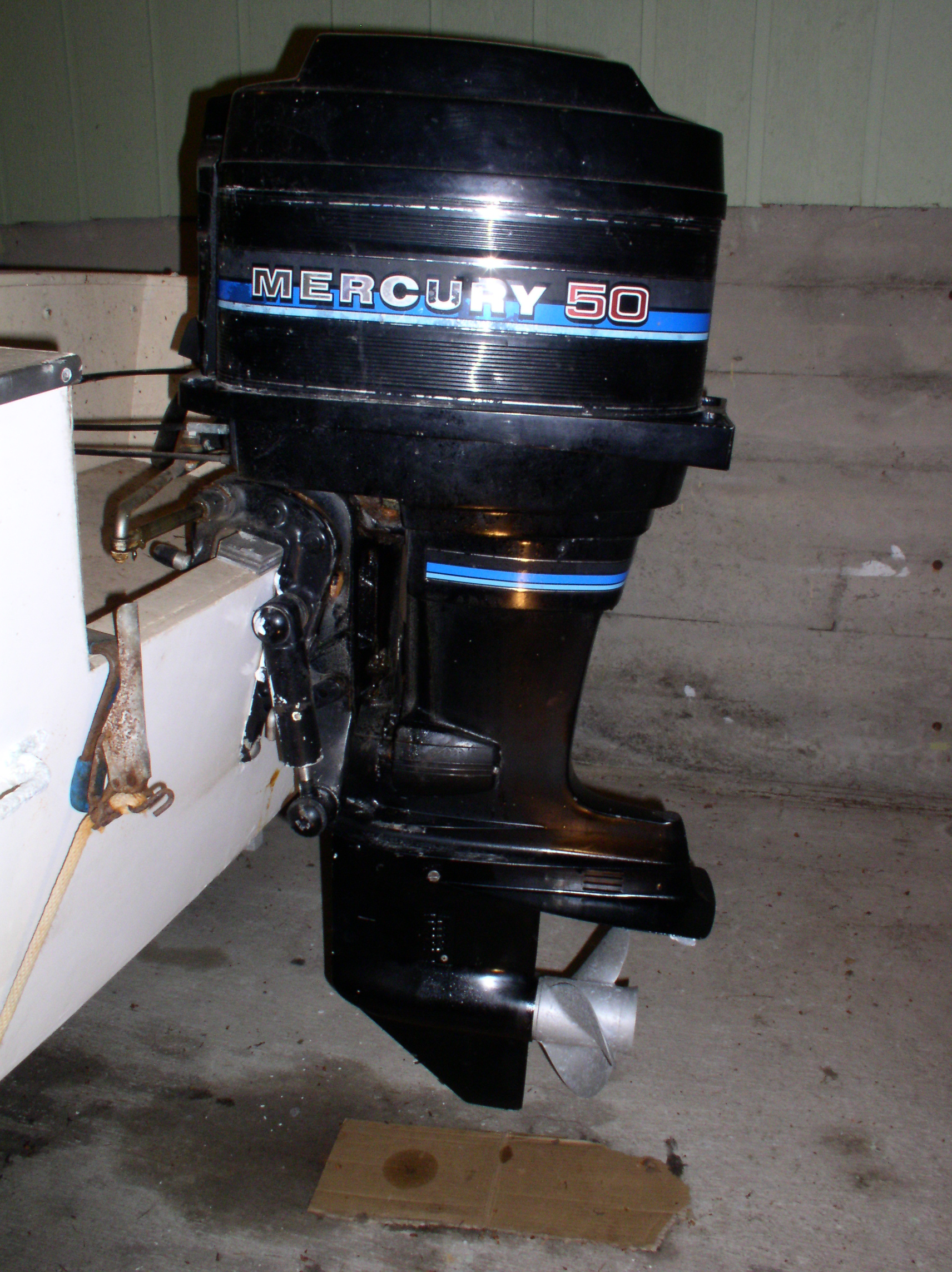
Un motor fuera borda del tipo Mercury Marine 50 HP, fabricado en los años 1970

Un motor fuera borda, también llamado motor fuera bordo, motor fuera de borda o motor fuera de bordo, es un motor de explosión que se instala en la parte exterior de una embarcación y que, provisto de una hélice, permite la impulsión y dirección de esta misma. 
Los motores fuera borda se componen de un motor de dos o cuatro tiempos  en la parte superior del conjunto, un sistema de engranajes y un sistema de propulsión que se dispone en la parte inferior sumergida. Los motores fuera borda se diseñan para instalarse en el  montante de la popa de embarcaciones de pequeño tamaño, y pueden pivotarse horizontalmente de manera que sirven como timón, incluso con el motor apagado, para dirigir la navegación. También es posible su movimiento en inclinación vertical lo que permite maniobrar el cuerpo de la embarcación, sumergiendo o elevando la quilla, en caso de necesidad de drenaje o para evitar obstáculos, o proteger el propio motor fuera borda mientras es remolcado. Otra característica es su facilidad para desmontarse de la embarcación, facilitando su transporte para por ejemplo guardarlo, repararlo o hacerle mantenimiento. Sin embargo, esta característica posee como desventaja el riesgo de ser objeto de robo por parte de piratas dejando las embarcaciones a la deriva.
Algunos de ellos pueden tener una caña para moverlos manualmente a modo de timón de los botes, en tanto que en las lanchas  poseen cables y conexiones a un volante y un mando de aceleración con la misma finalidad.